# Флейшман, Вениамин Иосифович
Вениамин Иосифович Флейшман (7 (20) июля 1913, Бежецк, Тверская губерния — 14 сентября 1941, под Ленинградом) — советский композитор.

## Биография
Вениамин Флейшман был одним из самых одарённых молодых композиторов довоенного Ленинграда. Родился в 1913 году в Бежецке.
Работал школьным учителем, учился в Ленинградском политехническом институте и училище им. Мусоргского (композиторское отделение, класс Михаила Юдина).
С 1937 года — студент Ленинградской консерватории, Д. Д. Шостакович считал его своим самым любимым учеником. В 1939 начал писать одноактную оперу «Скрипка Ротшильда» по повести А. П. Чехова, но в 1941 году в числе первых добровольцев с комсомольской бригадой ушёл на фронт и погиб в боях под Красным Селом. Опера была окончена и оркестрована Шостаковичем к февралю 1944 года, однако долго не исполнялась. Первое концертное исполнение состоялось 20 июня 1960 в Центральном доме композиторов в Москве, первая сценическая постановка ― 24 апреля 1968 в Экспериментальной оперной студии при Ленинградской консерватории.

## Произведения
- Романсы на стихи Лермонтова и Гёте (не сохранились)
- Фортепианные прелюдии (не сохранились)
- Скрипка Ротшильда (опера)[5]

## Записи
Оперу «Скрипка Ротшильда» в редакции Дмитрия Шостаковича записали дирижёры Джемал Далгат (1967), Василий Петренко (2006), Геннадий Рождественский (1982, 1996).
Образ В. Флейшмана и его опера включены в биографический фильм Эдгардо Козаринского Скрипка Ротшильда (1996).